# City-Center

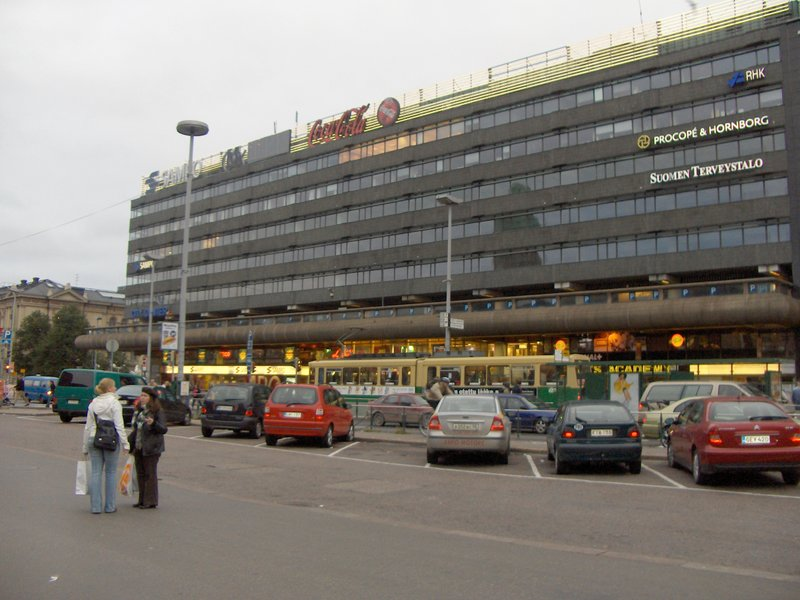
Korvhuset sett från centralstationens huvudingång

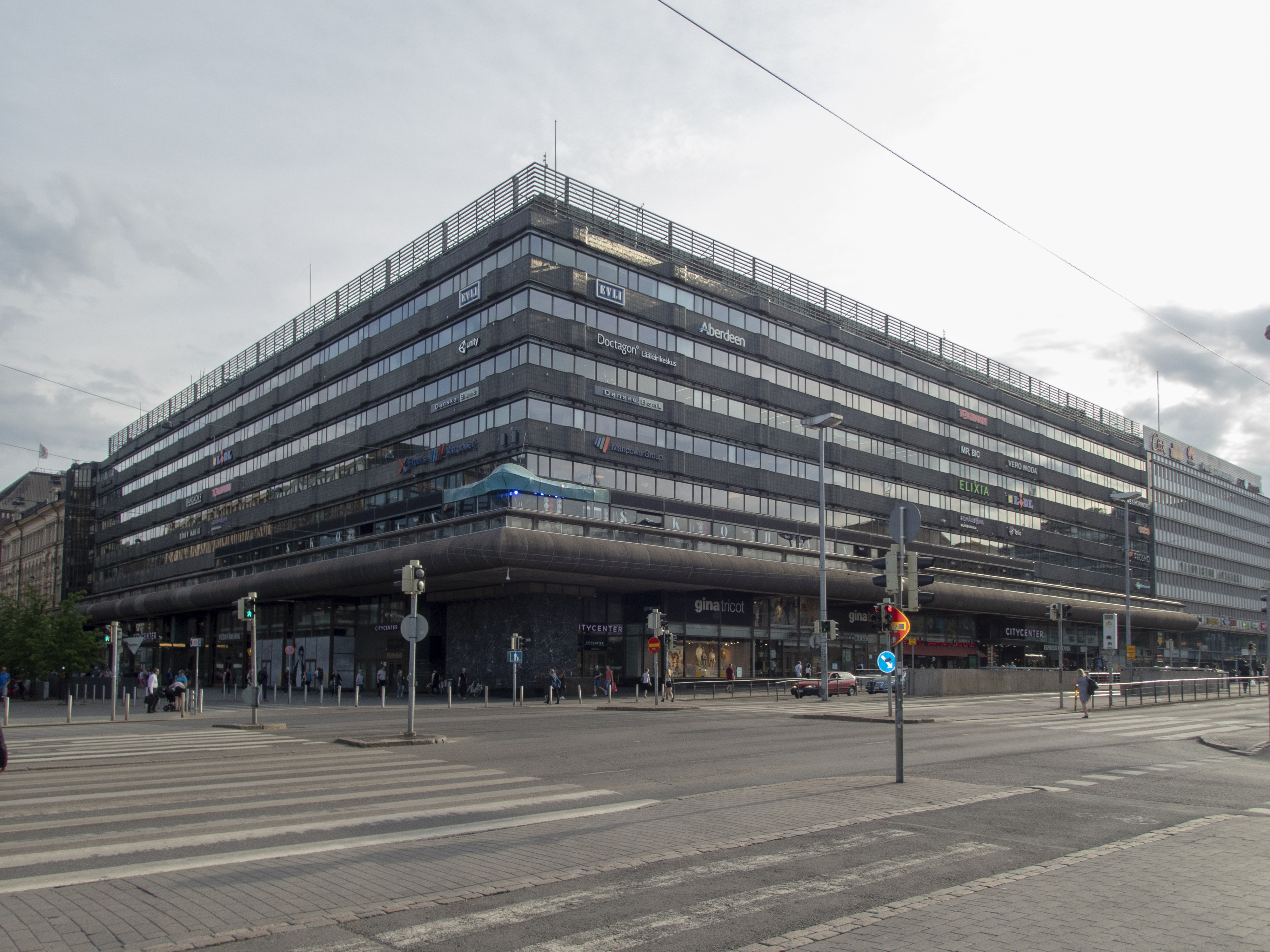
Korvhuset från Järnvägstorget

City-Center (även kallat Korvhuset (fi. Makkaratalo)), är en byggnad i Helsingfors centrum. Byggnaden ritades av Viljo Revell och blev klar år 1967 mitt emot Helsingfors järnvägsstation. Det har en underjordisk förbindelse med järnvägsstationen via Stationstunneln. I de lägre våningarna finns affärer, i de övre kontor. 
Från början var det tänkt att City-Center skulle omfatta hela kvarteret Brunnsgatan-Mannerheimvägen-Alexandersgatan-Centralgatan. Detta skulle ha inneburit rivandet av flera nyrenässansbyggnader. Av dessa planer förverkligades endast Korvhuset. Namnet Korvhuset myntades av skämttecknaren Kari Suomalainen. På skämtteckningen köper en man korv från en närbelägen kiosk. Han pekar på betongkorven på andra våningen och försäljaren svarar "Jag är endast en liten försäljare". 
Betongkorven på andra våningen fungerar som parkeringsplats. Andra arkitektoniska attribut är ramperna som leder upp till parkeringsplatsen, en underlig akustik och flera mörka hörn. Byggnaden skiljer sig väsentligt från närbelägna byggnader kring järnvägsstationen och orsakar därför kontroverser. Korvhuset har flera gånger valts till Helsingfors fulaste byggnad. 
År 2000 köpte fastighetsbolaget Sponda Korvhuset och år 2005 övergick hela Korvhuset, 32 000 kvadratmeter, i dess ägo. Ett år tidigare figurerade Korvhuset mycket i pressen då Sponda ville förnya husets utseende, vilket innefattade ett förslag att korven skulle rivas. I oktober 2005 beslöt Helsingfors stadsfullmäktige att körramperna får rivas, men att korven skyddas i stadsplanen.